# Avi Bachenheimer
Avi Jacob Bachenheimer, né le 26 mars 1985, est un archéologue et historien australien. 
Il est directeur de l'Institut de recherche sur la société et la culture iraniennes anciennes (Institute for the Study of Ancient Iranian Society and Culture).

## Biographie
Avi Bachenheimer a reçu son B.A. en histoire et archéologie de l'université d'Australie-Occidentale avec Brian Bosworth et en 2017, son M.A. à la même université d'archéologie avec une thèse de maîtrise sur la tombe inachevée de Darius III. 
Bachenheimer a travaillé de 2015 à 2018 à l'Institut central de technologie en linguistique proche-orientale et a reçu en 2017 le prix du projet pilote ISAISC pour le projet Vashna: base de données de sites archéologiques iraniens. Son expertise en historiographie et en linguistique achéménides a conduit à des collaborations académiques avec le Centre du patrimoine mondial de l'UNESCO et le Musée national d'Iran,.
Bachenheimer a beaucoup écrit sur des sujets liés à l'histoire et à l'archéologie du Proche-Orient ancien, notamment des travaux pionniers sur la syntaxe et la phonologie de le vieux perse ainsi que sur les toutes premières études archéologiques jamais menées sur la tombe inachevée de Darius III à Persépolis La révision de l’historiographie achéménide de Bachenheimer a eu un impact significatif dans le domaine des études sur le Proche-Orient ancien.

## Publications
- 2017 : Gobekli Tepe: An Introduction to the World's Oldest Temple, Birdwood Press[10].
- 2017  : Entering the Eagle's Nest: A First Hand Account of 1979 Take-Over of the U.S. Embassy in Tehran[11].
- 2017 : The Jangali Movement and the Soviet Socialist Republic of Gilan[12].
- 2017 : The Achaemenids and the Iconography of the Audience Scene[13].
- 2018 : A Critique from the Left: Shashi Tharoor, Inglorious Empire and What the British did to India, Harper Collins[14].
- 2018 : The Unfinished Tomb of Darius III: Structure, Reliefs and Environs[15].
- 2018 : On Chomsky: Philosophy of Mind and Language[16].
- 2018 : Old Persian: Dictionary, Glossary and Concordance, Wiley Publishers[8].
- 2018 : A Catharsis from the Mundane Historiography of the Achaemenid Empire[17].
- 2019 : Project Vashna: Comprehensive Database of Iranian Archaeological Sites[18].